# Sistema europeu de controlo ferroviário

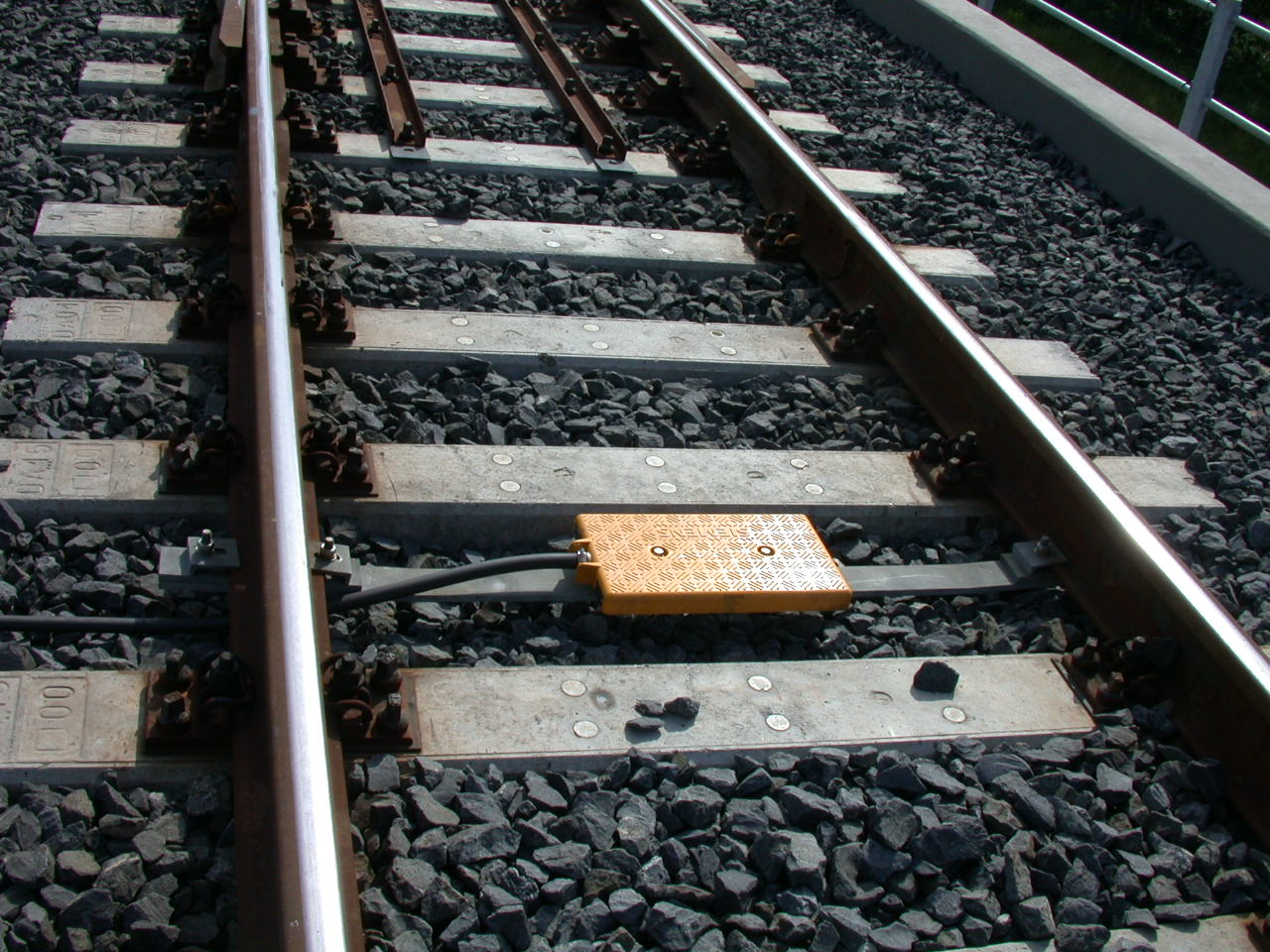
Eurobaliza transmissora do ETCS, instalada ente os carris (trilhos), que providencia informação ao módulo ETCS dos comboios (trens).

O Sistema europeu de controlo ferroviário (em inglês: European Train Control System, ETCS) é o subsistema de sinalização e controlo do Sistema europeu de gestão do tráfego ferroviário (ERTMS). É um substituto para os antigos sistemas de proteção de comboios (trens) e está projetado para substituir os inúmeros sistemas nacionais de segurança incompatíveis atualmente usados pelas ferrovias europeias. Este padrão também foi adotado fora da Europa e é uma opção para aplicação em todo o mundo. Em termos técnicos, é um tipo de Controlo Positivo Ferroviário (em inglês: Positive Train Control, PTC).
| Subsistemas    | Sistema Europeu de Gestão do Tráfego Ferroviário European Rail Traffic Management System (ERTMS) | Sistema Europeu de Gestão do Tráfego Ferroviário European Rail Traffic Management System (ERTMS) | Sistema Europeu de Gestão do Tráfego Ferroviário European Rail Traffic Management System (ERTMS) | Sistema Europeu de Gestão do Tráfego Ferroviário European Rail Traffic Management System (ERTMS) |
| Subsistemas    | GSM-R                                                                                            | Sistema Europeu de Controlo Ferroviário                                                          | Camada Europeia de Gestão do Tráfego                                                             | Regras Operacionais Europeias                                                                    |
| Subsistemas    | Comunicação                                                                                      | Sinalização e Controlo                                                                           | Gestão do Tráfego                                                                                | Métodos Comuns de Segurança Especificações Técnicas de Interoperabilidade                        |
| -------------- | ------------------------------------------------------------------------------------------------ | ------------------------------------------------------------------------------------------------ | ------------------------------------------------------------------------------------------------ | ------------------------------------------------------------------------------------------------ |
| Nome em inglês | Global System for Mobile Communications – Railway                                                | European Train Control System (ETCS)                                                             | European Traffic Management Layer (ETML)                                                         | European Operating Rules (EOR)                                                                   |

O ETCS é implementado com equipamento padrão de via férrea e equipamento de controlo unificado dentro da cabina do comboio (trem). Na sua forma avançada, todas as informações do lado da linha são passadas para o maquinista dentro da cabina através de comunicações sem fios, eliminando a necessidade do maquinista observar os sinais ao lado da linha. Isto fornecerá a base para uma Operação Automática Ferroviária (em inglês: Automatic Train Operation, ATO) a ser implementada posteriormente. O equipamento eletrónico ao lado da via férrea visa a troca de informações com o veículo ferroviário para supervisionar a segurança da circulação do comboio (trem). As informações trocadas entre a via férrea e os comboios (trens) podem ser contínuas ou intermitentes, de acordo com o nível de aplicação do ERTMS/ETCS e com a própria natureza das informações.
A necessidade de um subsistema como o ETCS decorre da existência de comboios (trens) cada vez mais longos e em maior quantidade, resultante da integração económica da União Europeia (UE) e da liberalização dos mercados ferroviários nacionais da Europa. No início da década de 1990, havia alguns projetos nacionais de comboios (trens) de alta velocidade apoiados pela UE que careciam de interoperabilidade ferroviária. Isso catalisou a Diretiva 1996/48 sobre a interoperabilidade dos comboios (trens) de alta velocidade, seguido pela Diretiva 2001/16, estendendo o conceito de interoperabilidade à rede ferroviária convencional. As especificações ETCS passaram a fazer parte ou são referidas nas Especificações Técnicas da Interoperabilidade (em inglês: Technical Specifications for Interoperability, ETI) para os sistemas de controlo-comando (ferroviários), peças da legislação europeia geridas pela Agência Ferroviária da União Europeia (ERA). É um requisito da legislação europeia que todas as novas vias férreas e todo o novo material circulante, atualizados ou renovados no sistema ferroviário europeu devam adotar obrigatoriamente o ETCS, possivelmente mantendo, em simultâneo, os antigos sistemas nacionais para permitir a compatibilidade com as versões anteriores. Muitas redes ferroviárias fora da UE também adotaram o ETCS, geralmente para projetos ferroviários de alta velocidade. O objetivo principal de alcançar a interoperabilidade plena teve um sucesso misto no início da implementação devido a alguns percalços entretanto superados.
A implementação tem sido lenta, já que não há justificação clara para a substituição dos antigos sistemas de proteção de comboios (trens) existentes, especialmente na Alemanha e na França, que já tinham sistemas avançados de proteção de comboios (trens) instalados na maioria das linhas principais. Embora esses sistemas legados tenham sido desenvolvidos na década de 1960, eles ainda fornecem um desempenho semelhante ao ETCS Nível 2, daí a relutância dos gestores da infraestrutura (em inglês: infrastructure managers) destes países em substituir rapidamente esses sistemas pelo ETCS. Existem também problemas significativos em relação à compatibilidade dos últimos lançamentos de software ou dos equipamentos da infraestrutura ferroviária com os equipamentos de bordo mais antigos, forçando, em muitos casos, as companhias operadoras dos comboios (trens) a substituir o equipamento ETCS após passados apenas alguns anos da sua aquisição. A Suíça, um dos primeiros países a adotar a Supervisão Limitada do ETCS (em inglês: ETCS Limited Supervision), introduziu uma moratória sobre a implementação planeada do ETCS Nível 2 devido a preocupações com os custos e a capacidade, além de preocupações sobre a obsolescência do subsistema GSM-R a partir de 2030.

## Níveis do ETCS

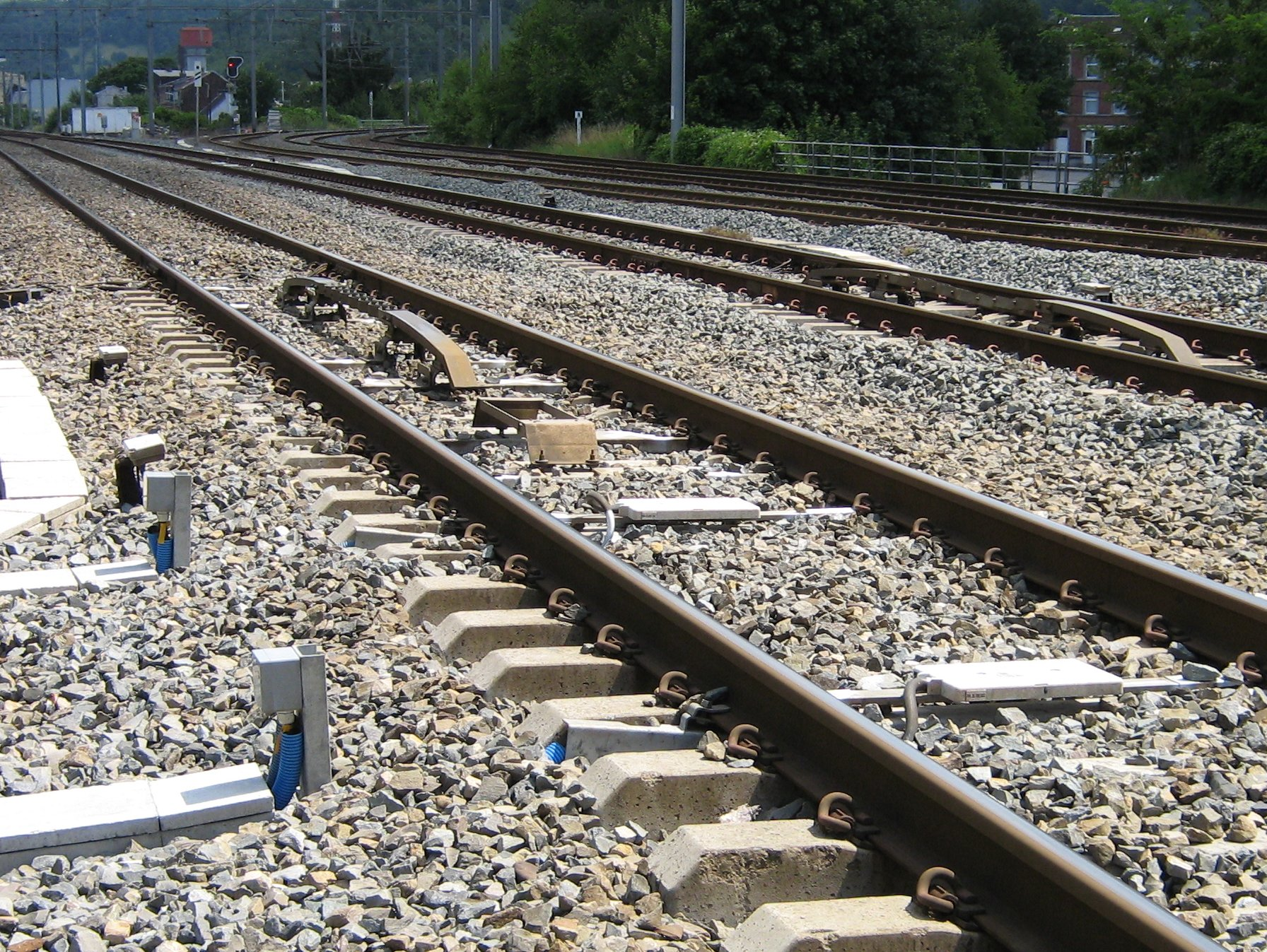
Balizas dos subsistemas Croco + TBL + ETCS no mesmo sinal ferroviário na Bélgica.

O ETCS é especificado em quatro níveis numerados:
- Nível 0: as locomotivas ou o material circulante motor em conformidade com o ETCS não interagem com o equipamento junto à linha, por exemplo porque não cumprem o requisito de conformidade com o ETCS.
  - Nível NTC (antigo Nível STM): os veículos ferroviários compatíveis com o ETCS são equipados com Módulos de Transmissão Específicos (em inglês: Specific Transmission Modules, STM) adicionais para permitir a interação com os antigos sistemas de sinalização nacionais. Dentro das cabinas, há interfaces do maquinista ETCS padronizadas. De acordo com as definições da Linha de Base 3 (em inglês: Baseline 3), ele é denominado de Controlo Nacional Ferroviário (em inglês: National Train Control, NTC).
- Nível 1: o ETCS é instalado ao lado da linha (possivelmente sobreposto aos sistemas antigos) e a bordo. Transmissão pontual de dados da via férrea para comboio (trem) (e vice-versa) via Eurobalizas (em inglês: Eurobalises) ou Euroloops.
- Nível 2: idêntico ao nível 1, mas as eurobalizas são usadas apenas para a deteção exata da posição do comboio (trem). A transmissão contínua de dados via GSM-R com o Bloco Central de Rádio (em inglês: Radio Block Center, RBC) fornece as informações de sinalização necessárias ao mostrador (em inglês: display) do maquinista. Há mais equipamentos necessários ao lado da linha, ou seja, para a deteção da integridade do comboio (trem).
- Nível 3: idêntico ao nível 2, mas a localização e a supervisão da integridade do comboio (trem) já não dependem mais de equipamentos da via férrea como os circuitos da via (em inglês: track circuit) ou os contadores do eixo (em inglês: axle counter).

## Equipamento transportado a bordo
Todos os comboios (trens) compatíveis com o ETCS serão equipados com sistemas de bordo certificados pelos Organismos regulatórios. Este equipamento consiste numa comunicação sem fios, sensores de deteção da via férrea, unidade lógica central, mostradores da cabina e dispositivos de controlo para a ação do maquinista.

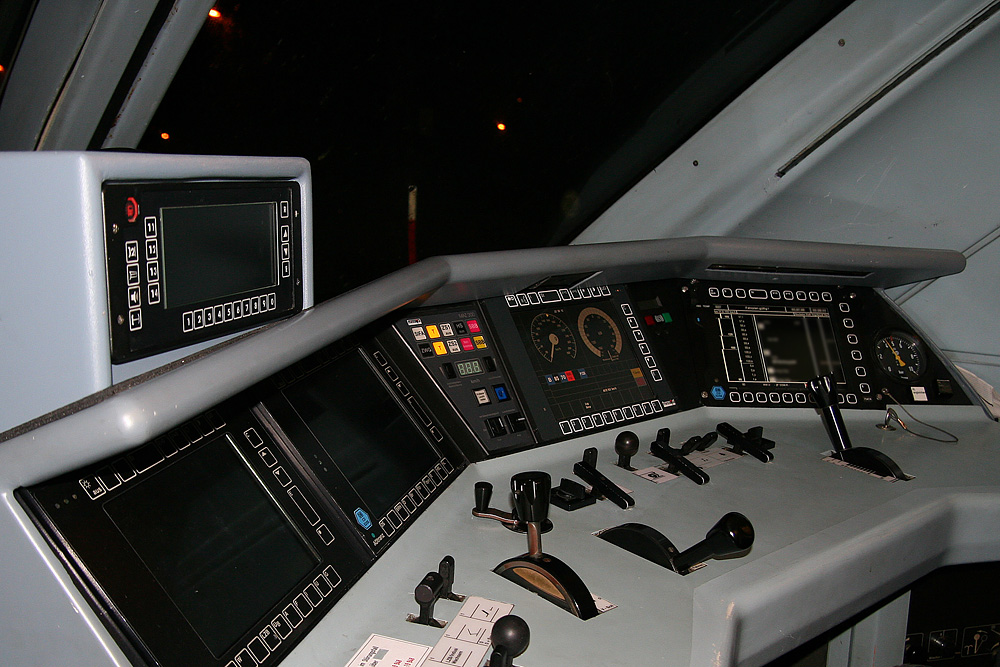
ETCS – Interface Homem-Máquina como parte da cabina do maquinista.

### Interface Homem-Máquina
A Interface Homem-Máquina (em inglês: Man Machine Interface, MMI) é a interface padronizada para o maquinista, também chamada de "Driver Machine Interface" (DMI). Consiste num conjunto de mostradores (em inglês: displays) coloridos com entrada por toque (em inglês: touch input) para ETCS e mostradores separados para a comunicação GSM-R. Isto é instalado com dispositivos de controlo específicos para o tipo de comboio (trem).

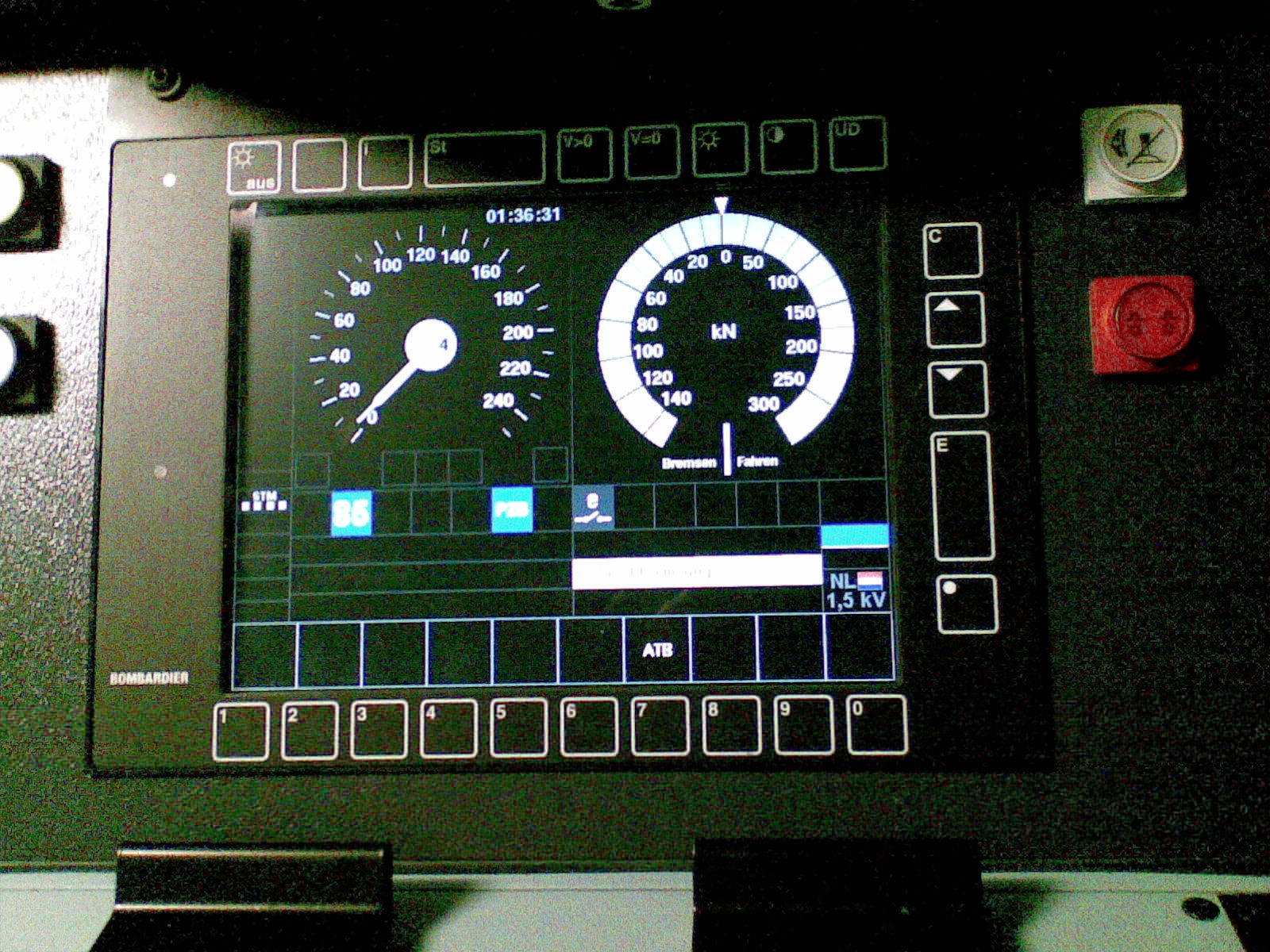
ETCS – Mostrador do maquinista no modo STM para um sistema de Classe B, neste caso o PZB.

### Módulo de Transmissão Específico
O Módulo de Transmissão Específico (em inglês: Specific Transmission Module, STM) é uma interface especial para o EVC para comunicar com os antigos sistemas ATP Classe B como, por exemplo, o PZB, o Memor, o EBICab700/CONVEL, e o ATB. Consiste em elementos de deteção específicos para as instalações ao lado da linha e uma interface para hardware, e uma interface de adaptação lógica para EVC. O EVC deve incluir um software especial para a tradução dos antigos sinais para a comunicação interna unificada ETCS. O maquinista utiliza equipamento da cabina padrão ETCS também em linhas não ETCS. O STM permite, portanto, o uso do veículo circulante motor equipado com ETCS na rede não equipada e é hoje essencial para a interoperabilidade.

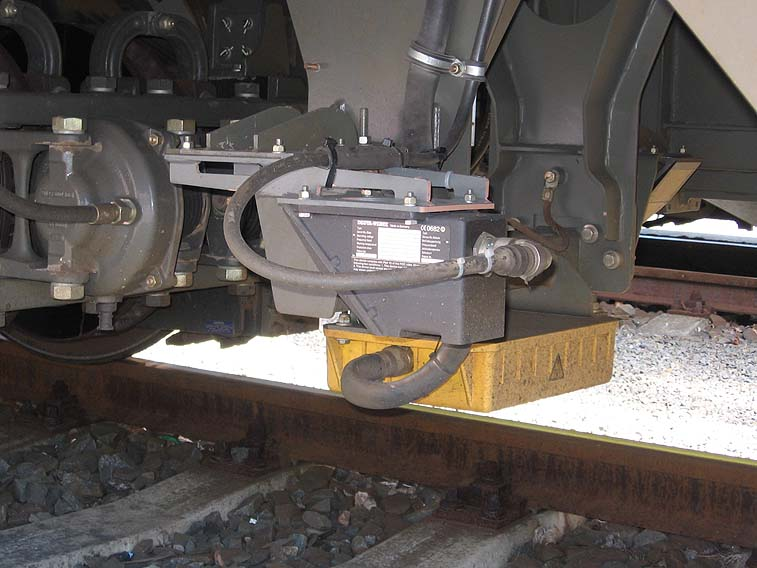
ETCS – Módulo de Transmissão das Eurobalizas.

### Módulo de Transmissão da Baliza
O Módulo de Transmissão da Baliza (em inglês: Balise Transmission Module, BTM) é um conjunto com antenas e a interface sem fios para ler telegramas de dados das eurobalizas e para a escrita nas eurobalizas.

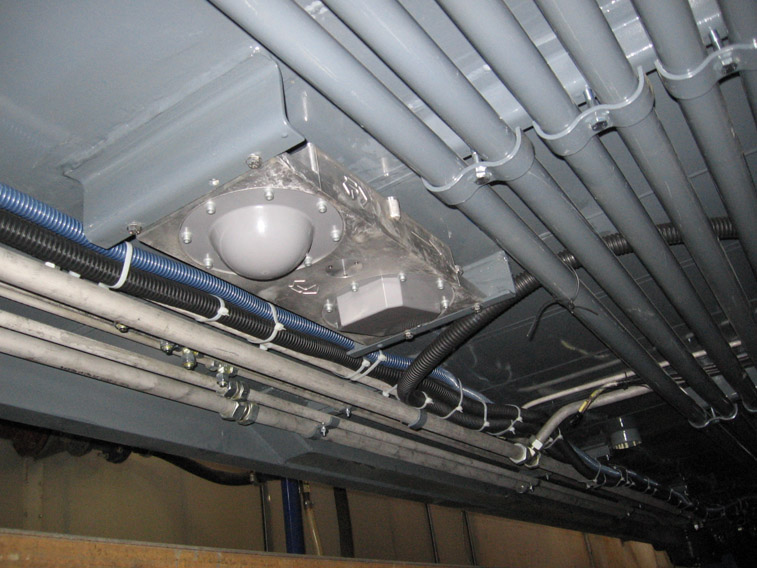
ETCS – Radar Doppler para a deteção de movimento não dependente da fricção.

### Sensores Odométricos
Os sensores odométricos são importantes para a determinação da posição exata. Nas instalações do ETCS Nível 2, são raras as instalações das eurobalizas como marcadores definitivos. Entre esses marcadores, a posição é estimada e medida em relação ao último marcador superado. Inicialmente provou-se que, em condições de aderência difíceis, os transmissores das rotação do eixo não dariam a precisão necessária.

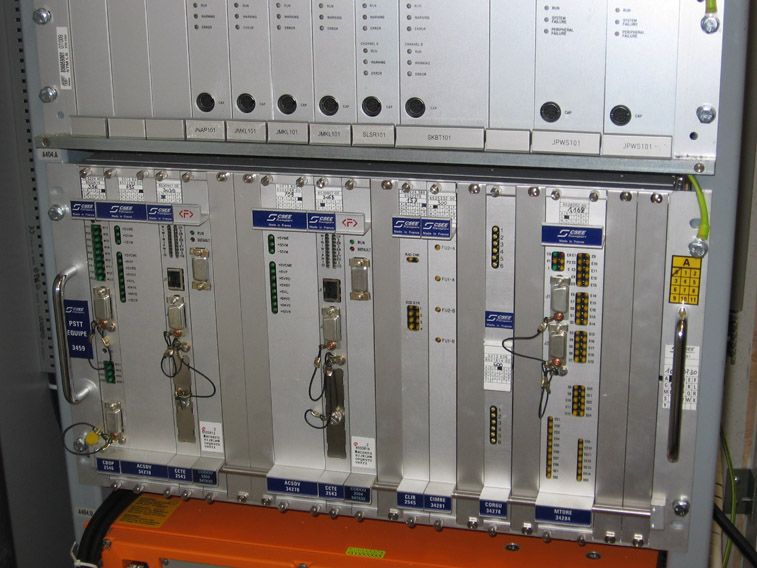
ETCS – Computador Vital Europeu (EVC)

### Computador Vital Europeu
O Computador Vital Europeu (em inglês: European Vital Computer, EVC), também chamado de Eurocab, é o coração dos recursos da computação local no veículo circulante motor. Está conectado com a comunicação dos dados externos, controlos internos para a regulação da velocidade da locomotiva, sensores de localização e todos os dispositivos da cabina do maquinista.

### Eurorádio
A unidade de comunicação Eurorádio (em inglês: Euroradio) é obrigatória e é usada para a comunicação de voz e dados. Como o ETCS Nível 2 todas as informações de sinalização são trocadas via GSM-R, o equipamento é totalmente duplicado com duas conexões simultâneas ao RBC.

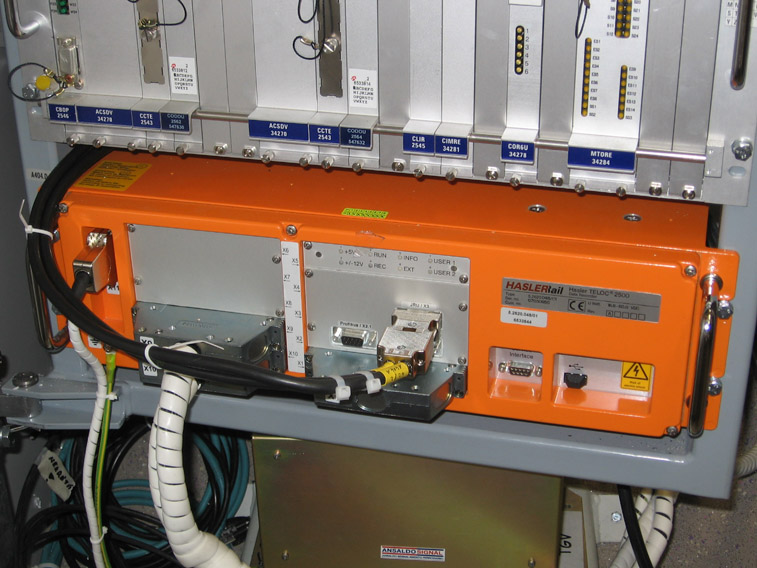
ETCS – Unidade de Gravação Jurídica (JRU)

### Unidade de Gravação Jurídica
A Unidade de Gravação Jurídica (em inglês: Juridical Recording Unit, JRU) faz parte da EVC e regista as últimas ações do maquinista, os últimos parâmetros da sinalização e as condições da máquina. Este gravador de eventos do comboio (trem) é funcionalmente equivalente ao gravador de voo (caixa negra) numa aeronave.

### Unidade de Interface do Comboio (Trem)
A Unidade de Interface do Comboio (em inglês: Train Interface Unit, TIU) é a interface da EVC com o comboio e/ou a locomotiva para enviar comandos ou receber informações.

## Equipamento ao lado da linha
O equipamento da linha é a parte fixa da instalação ETCS. De acordo com os níveis ETCS, a parte da instalação relacionada com os carris (trilhos) diminui. Enquanto que no Nível 1 as sequências com duas ou mais eurobalizas são necessárias para a troca do sinal, no Nível 2 as balizas são usadas apenas para a aplicação de marcadores. É substituído no Nível 2 por comunicação móvel e software mais sofisticado. No Nível 3, ainda menos instalação fixa é usada. Em 2017 foram realizados os primeiros testes com sucesso para o posicionamento por satélite.

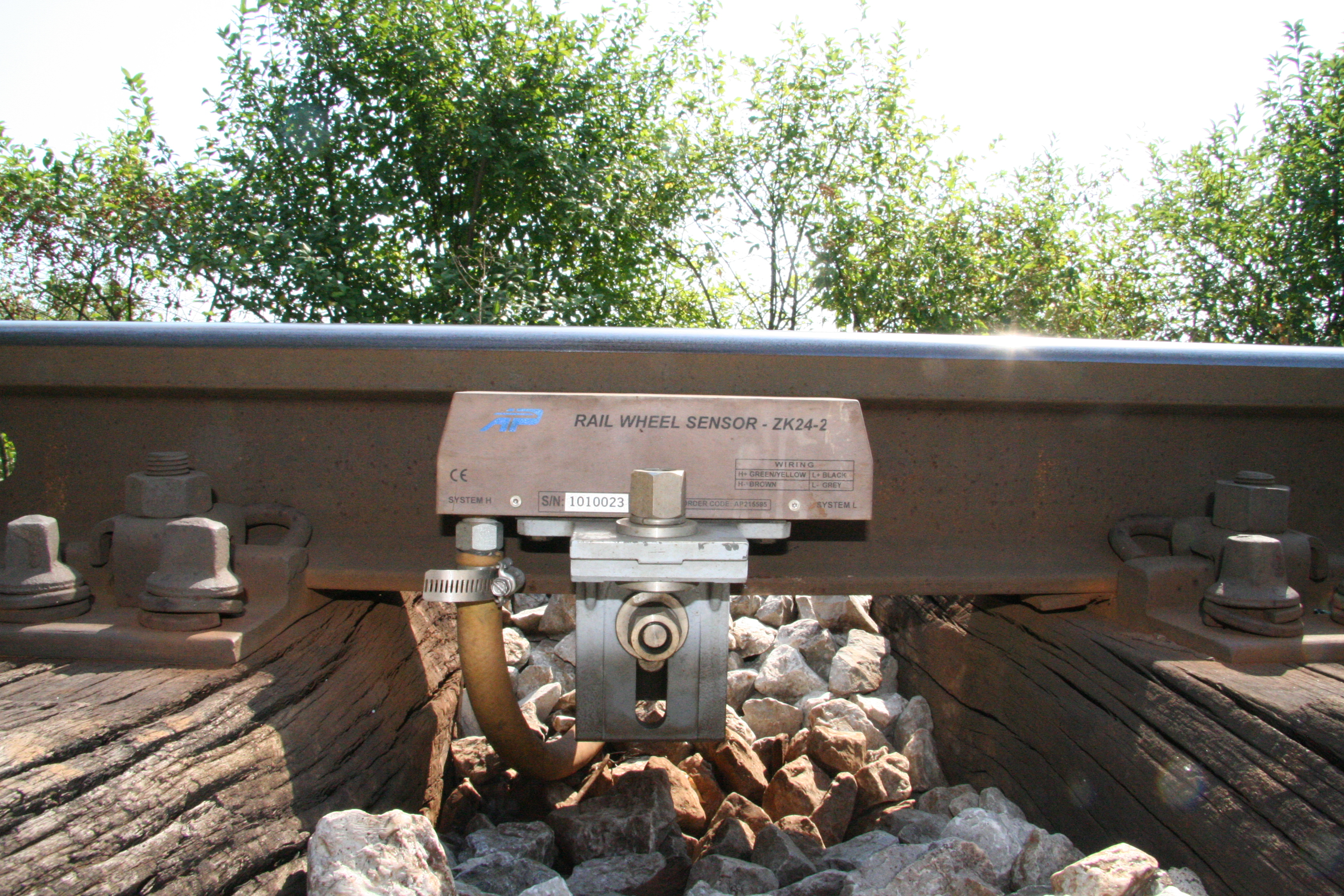
Um tipo moderno de contador de eixo.

### Eurobaliza
A Eurobaliza é um dispositivo da antena passivo ou ativo montado nas travessas ferroviárias. Principalmente, ele transmite informações ao veículo circulante motor. Pode ser organizado em grupos para transferir as informações. Existem Balizas Fixas e Balizas de Dados Transparentes (em inglês: Transparent Data Balises). Balizas de Dados Transparentes enviam informações de mudança da LEU para os comboios (trens) como, por exemplo, indicações dos sinais. Balizas Fixas são programadas para as informações especiais como os gradientes e as restrições de velocidade.

### Euroloop
O Euroloop é uma extensão das Eurobalizas no ETCS Nível 1. É um Cabo radiante (em inglês: Leaky feeder) especial para a transmissão de telegramas de informação para o veículo circulante motor.

### Unidade Eletrónica da Linha
A Unidade Eletrónica da Linha (em inglês: Lineside Electronic Unit, LEU) é a unidade de conexão entre Balizas de Dados Transparentes com sinais ou para o Controlo de sinalização no ETCS Nível 1.

### Bloco Central de Rádio
Um Bloco Central de Rádio (em inglês: Radio Block Center, RBC) é um dispositivo de computação especializado com especificação de Integridade de Segurança Nível 4 (em inglês: Safety Integrity Level 4, SIL 4) para gerar Autoridades de Movimento (em inglês: Movement Authorities, MA) e transmiti-lo aos comboios (trens). Recebe informações do Controlo da Sinalização (em inglês: Signalling Control) e dos comboios (trens) do seu troço ferroviário. Hospeda os dados geográficos específicos do troço ferroviário e recebe as chaves criptográficas dos comboios (trens) que circulam. De acordo com as condições, o RBC atenderá os comboios (trens) com MA até à saída do troço ferroviário. O RBC definiu interfaces para comboios (trens), mas não possui interfaces regulamentadas para o Controle da Sinalização e possui apenas regulamentação nacional.

## Modos da operação em ETCS

Modos durante uma mudança de cabina sob o ETCS Nível 2

Captura de tela da Interface Maquinista-Máquina do ETCS, destacando as áreas do mostrador (display)

| abreviatura e símbolo DMI | nome completo do Modo                   | usado no nível do ETCS | descrição |
| ------------------------- | --------------------------------------- | ---------------------- | --- |
| FS                        | Supervisão Completa Full Supervision    | 1, 2, 3                | a locomotiva puxa o comboio (trem), o ETCS tem todas as informações necessárias                                                                                     |
| LS                        | Supervisão Limitada Limited Supervision | 1, 2, 3                | Este modo é novo no SRS 3.0.0 |
| OS                        | À Vista On Sight                        | 1, 2, 3                | marcha à vista |
| SR                        | Equipa Responsável Staff Responsible    | 1, 2, 3                | o maquinista recebeu permissão para passar sinais em falta |
| SH                        | Manobrar Shunting                       | 0, 1, 2, 3             | |
| PS (sem símbolo)          | Manobrar Passivo Passive Shunting       | 0, NTC, 1, 2, 3        | Este modo é novo no SRS 3.0.0 |
| UN                        | Não Equipado Unfitted                   | 0                      | a linha não está equipada com ETCS: o sistema observará apenas o limite mestre da velocidade e a proteção do comboio (trem) será deixada para sistemas mais antigos |
| SL (sem símbolo)          | Dormindo Sleeping                       | 0, NTC, 1, 2, 3        | segunda locomotiva controlada pela locomotiva liderante |
| SB                        | Em Espera Stand By                      | 0, STM, 1, 2, 3        | |
| TR                        | Viagem Trip                             | NTC, 1, 2, 3           | |
| PT                        | Pós-viagem Post Trip                    | 1, 2, 3                | o comboio (trem) ultrapassou a ordem para parar, a frenagem total será executada                                                                                    |
| SF                        | Falha do Sistema System Failure         | 0, NTC, 1, 2, 3        | o equipamento ETCS a bordo detetou a sua falha |
| IS (sem símbolo)          | Isolamento Isolation                    | 0, STM, 1, 2, 3        | maquisita desconectou o ETCS |
| NP (sem símbolo)          | Sem Energia No Power                    | 0, NTC, 1, 2, 3        | |
| NL                        | Não Lidera Non Leading                  | 0, NTC, 1, 2, 3        | segunda locomotiva com o seu próprio maquinista |
| SE (sem símbolo)          | STM Europeu STM European                | STM                    | Este modo ainda não foi implementado por nenhum fornecedor e foi removido pelo SRS 3.1.0                                                                            |
| SN                        | Sistema Nacional National System        | NTC                    | |
| RV                        | Revertendo Reversing (marcha-atrás)     | 1, 2, 3                | |